# Stary cmentarz w Bełku

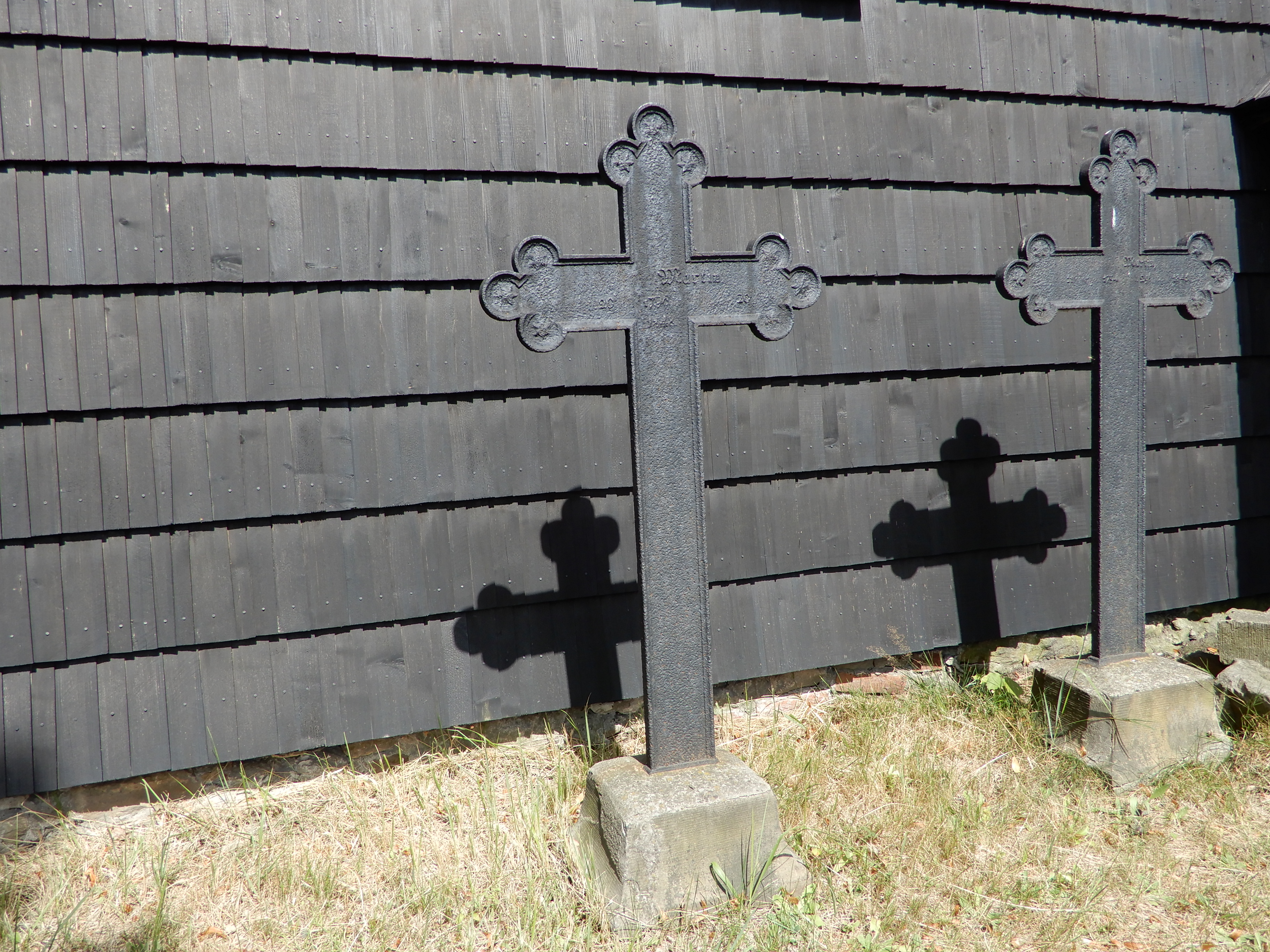
Groby rodziny Martin

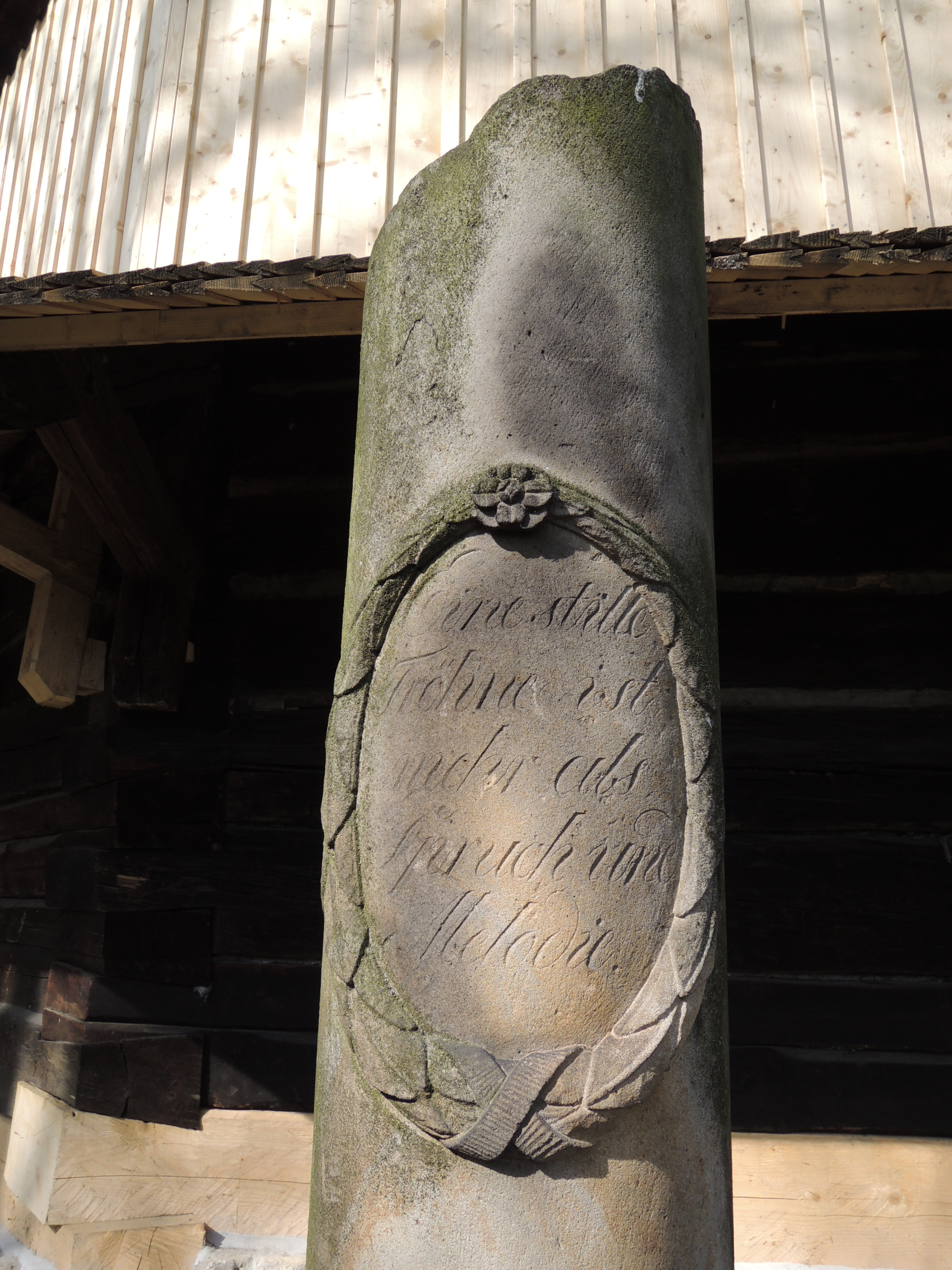
Cenotaf Johanna Friedricha Holtze

Stary cmentarz w Bełku – nieczynny, zabytkowy cmentarz wyznaniowy w Bełku, położony przy ul. Kościelnej, wokół kościoła św. Marii Magdaleny. Cmentarz wraz z kościołem wpisany jest do rejestru zabytków pod numerem A/558/66.

## Historia
Parafia w Bełku istniała już prawdopodobnie od XIV wieku, najstarsze pisemne informacje pochodzą z XV wieku. Obecny kościół drewniany pw. Marii Magdaleny wybudowany na miejscu wcześniejszego który spłonął, pochodzi z połowy XVIII wieku (początek budowy 1753 rok). Początki cmentarza związane są prawdopodobnie z budową pierwszego kościoła parafialnego. Obecnie na terenie cmentarza znajdują są nagrobki z XIX i początku XX wieku. Na początku XX wieku we wsi wybudowano drugi cmentarz tzw. nowy. Od tego czasu stary cmentarz jest nieczynny.

## Opis

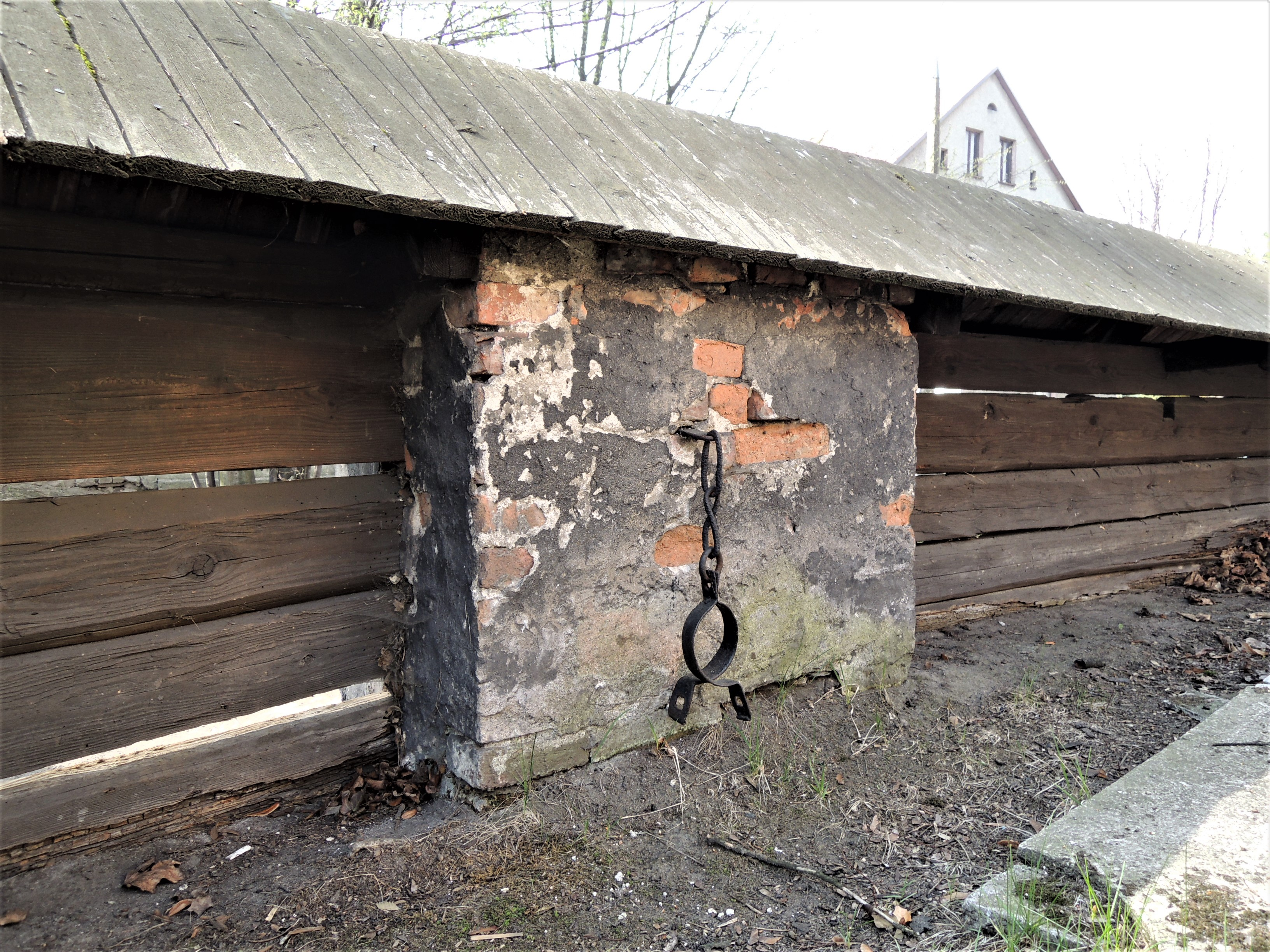
Kuna na starym cmentarzu w Bełku

Cmentarz, znajdujący się dookoła zabytkowego kościoła, ma kształt zbliżony do owalu. Zajmuje powierzchnię około 1900 m². Otoczony jest kamiennym i częściowo drewnianym ogrodzeniem, nakrytym gontowym daszkiem. Na teren cmentarza prowadzą dwa wejścia. Przy wejściu od strony zachodniej, po zewnętrznej stronie muru, znajduje się kamienny krzyż Męki Pańskiej z 1874 roku, przy wejściu po stronie wschodniej, na terenie cmentarza, jest drugi krzyż postawiony w 1878 roku, również przedstawiający Bożą Mękę. Na ogrodzeniu po stronie południowej zachowana jest kuna. Na terenie cmentarza rosną wiekowe lipy i klony oraz dąb uznany za pomnik przyrody.
Na cmentarzu pochowani są między innymi:
- Johann Menzel (zm. 1825) – właściciel ziemski w Stanowicach i Królewski Komisarz Sądowy i Ekonomiczny,
- Wiliam Baildon (zm. 1833) i Marie Baildon von Strachwitz (zm. 1850) – dzieci Johna Baildona, pochodzącego ze Szkocji przemysłowca i inżyniera uważanego za ojca współczesnego hutnictwa żelaza,
- Franz von Görtz (zm. 1851) – Królewski Pruski Porucznik, właściciel folwarku w Stanowicach,
- Ks. Ludwig Błaszczyk (zm. 1868) – proboszcz bełskiej parafii w latach 1846–1868,
- Josef Anton Benedict Franz Janus (zm. 1890) – sołtys wsi Bełk,
- Paul Ernst (zm. 1904) – kierownik szkoły w Bełku i organista,
- Antoni Szymonsky (zm. 1905) – właściciel sołectwa Szczejkowice,
- Ks. Henryk Kańczyk (zm. 1908) – proboszcz parafii w Bełku od 1872, dziekan dekanatu Wielkie Dębieńsko,
- Johann Kluczniok (zm. 1915) – gorzelnik z Bełku,
- Gottlieb Stein (zm. 1928) – ewangelik, sztygar w kopalni „Antongrube” w Bełku,
- Ks. Paweł Doleżych (zm. 1942) – proboszcz parafii w Bełku w latach 1938–1941.

### Zabytkowe nagrobki
Na cmentarzu zachowało się 39 zabytkowych nagrobków, w większości o cechach stylu neogotyckiego, pochodzących z XIX i początku XX wieku. Znaczna ich liczba znajduje się po stronie południowej kościoła. To tutaj, w centralnej części, pochowani są najbogatsi i najbardziej znamienici mieszkańcy Bełku. Nagrobki mają różne formy. Znajdują się tu kamienne płyty ozdobione płaskorzeźbami, krzyże na postumentach i groby ze stelami. Część nagrobków zachowana jest fragmentarycznie.
Do nagrobków wyróżniających się pod względem formy i wartości artystycznych należą:
- symboliczny grób z XIX wieku ku czci Johanna Friedricha Holtze, zarządcy dominium w Bełku, ufundowany przez jego syna Richarda. Cenotaf ma postać złamanej kolumny z inskrypcją w języku niemieckim: Eine stille Tröhne ist mehr als Spruch und Melodie,
- grób Johanna Menzla z płytą ozdobioną symbolami śmierci i zmartwychwstania: płaskorzeźbioną urną okrytą całunem oraz przedstawieniami węża i ćmy,
- krzyże żeliwne przy południowej ścianie kościoła z 1845 i 1848 roku (groby rodziny Martin, właścicieli kuźnicy w Bełku),
- płyta nagrobna na grobie Sophii Zipper z płaskorzeźbionym przedstawieniem złamanego kwiatu (nagrobek z 1829 r.),
- groby rodziny Ernst – trzy krzyże na postumentach otoczone pierwotnie wspólnym żeliwnym ogrodzeniem.

## Prace na terenie cmentarza

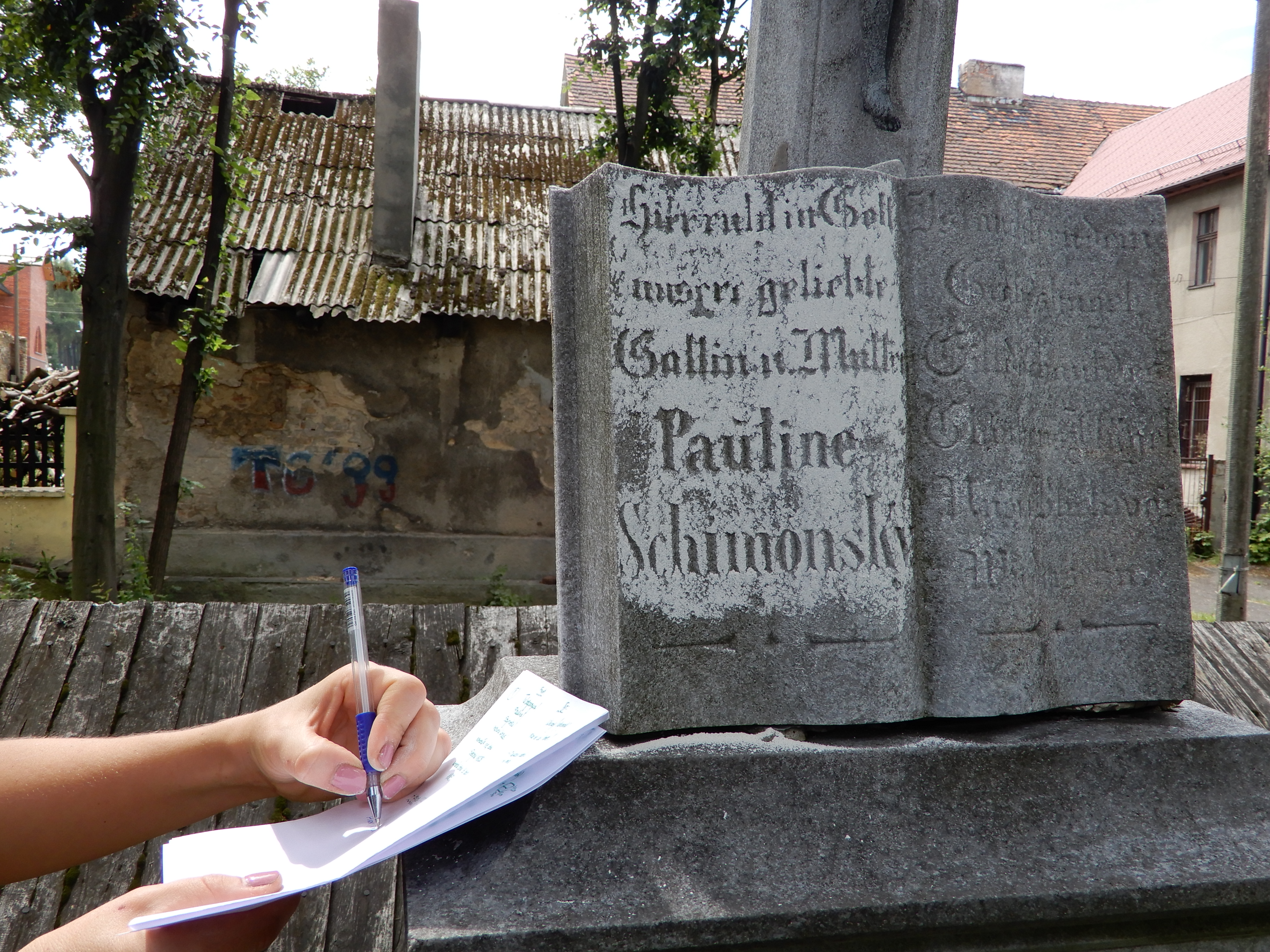
Próby odczytania inskrypcji na nagrobku

W 2019 roku w wyniku działań prowadzonych przez Stowarzyszenie na Rzecz Rozwoju Wsi Bełk (projekt Cmentarz przy zabytkowym kościele z XVIII wieku – nasze wspólne dziedzictwo) uporządkowano cmentarz oraz zidentyfikowano znajdujące się na nim nagrobki. Powstała również ścieżka edukacyjna Śladami przeszłości. Dzieje cmentarza przy zabytkowym kościele. Na ekspozytorach umieszczonych na terenie cmentarza umieszczono informacje o cmentarzu i poszczególnych nagrobkach.